# Gmina Dąbrowa Zielona
Die Gmina Dąbrowa Zielona ist eine Landgemeinde im Powiat Częstochowski der Woiwodschaft Schlesien in Polen. Ihr Sitz ist das gleichnamige Dorf mit etwa 900 Einwohnern.

## Gliederung
Zur Landgemeinde Dąbrowa Zielona gehören 14 Ortschaften mit einem Schulzenamt:
Borowce
Cielętniki
Cudków
Dąbek
Dąbrowa Zielona
Lipie
Nowa Wieś
Olbrachcice
Raczkowice
Raczkowice-Kolonia
Soborzyce
Święta Anna
Ulesie
Zaleszczyny
Weitere Orte der Gemeinde sind Brzozówki, Gajówka Nowa Wieś, Leśniczówka Knieja, Maluszyce, Milionów, Niebyła, Osiny und Rogaczew.

## Politik

### Bürgermeister
An der Spitze der Verwaltung steht die Gemeindevorsteherin. Seit 2010 war dies Maria Włodarczyk, die der PSL angehört. Sie kandidierte 2024 nicht erneut. Die turnusmäßige Wahl im April 2024 brachte folgendes Ergebnis:
- Joanna Sokolińska (Wahlkomitee „Gemeinsam zum Wohl unserer Gemeinde“) 46,5 % der Stimmen
- Krzysztof Kucharski (Trzecia Droga) 41,0 % der Stimmen
- Marta Łatacz (Wahlkomitee „Deine Stimme, Deine Zukunft“) 12,5 % der Stimmen

In der damit notwendigen Stichwahl wurde das PiS-Mitglied Sokolińska mit 51,1 % der Stimmen zur neuen Gemeindevorsteherin gewählt.
Die turnusmäßige Wahl im Oktober 2018 brachte folgendes Ergebnis:
- Maria Włodarczyk (Polskie Stronnictwo Ludowe) 64,1 % der Stimmen
- Arnold Wojciechowski (Wahlkomitee „Lokale Verwaltungsgemeinschaft für den Kreis Częstochowa“) 35,9 % der Stimmen

Damit wurde Amtsinhaberin Włodarczyk bereits im ersten Wahlgang für eine weitere Amtszeit wiedergewählt.

### Gemeinderat
Der Gemeinderat von Dąbrowa Zielona besteht aus 15 Mitgliedern, die in Einpersonenwahlkreisen gewählt werden. Die Wahl 2024 führte zu folgendem Ergebnis:
- Wahlkomitee „Gemeinsam zum Wohl unserer Gemeinde“ 42,0 % der Stimmen, 7 Sitze
- Trzecia Droga (TD) 34,7 % der Stimmen, 6 Sitze
- Wahlkomitee „Deine Stimme, Deine Zukunft“ 5,8 % der Stimmen, kein Sitz
- Wahlkomitee „Gemeinsam für die Zukunft“ 3,8 % der Stimmen, 1 Sitz
- Wahlkomitee „Eine gemeinsame Zukunft“ 2,8 % der Stimmen, 1 Sitz
- Übrige 10,9 %, kein Sitz

Die Wahl 2018 führte zu folgendem Ergebnis:
- Polskie Stronnictwo Ludowe (PSL) 33,9 % der Stimmen, 7 Sitze
- Wahlkomitee „Lokale Verwaltungsgemeinschaft für den Kreis Częstochowa“ 17,6 % der Stimmen, 1 Sitz
- Sojusz Lewicy Demokratycznej (SLD) / Lewica Razem (Razem) 14,5 % der Stimmen, 2 Sitze
- Prawo i Sprawiedliwość (PiS) 8,4 % der Stimmen, 1 Sitz
- Wahlkomitee „Bogusław Włochiński – Gib mir Deine Stimme“ 7,5 % der Stimmen, 1 Sitz
- Wahlkomitee „Es ist gut – Es wird besser“ 6,6 % der Stimmen, 2 Sitze
- Wahlkomitee „Eine gemeinsame Zukunft“ 4,6 % der Stimmen, 1 Sitz
- Übrige 6,9 %, kein Sitz